# Saul Bass
Saul Bass (/sɔːl bæs/; 5 tháng 8 năm 1920 – 25 tháng 4 năm 1996) là một nhà thiết kế đồ hoạ và nhà làm phim đoạt giải Oscar, được biết đến nhiều nhất với các thiết kế cho phân cảnh tiêu đề (title sequence/intro) của phim, áp phích phim (film poster) và logo cho các công ty của ông.
Trong 40 năm sự nghiệp của mình, Bass đã làm việc cùng một số nhà làm phim nổi bật nhất của Hollywood, bao gồm cả Alfred Hitchcock, Otto Preminger, Billy Wilder, Stanley Kubrick và Martin Scorsese. Trong số những phân cảnh tiêu đề nổi tiếng nhất của ông, phải kể đến là hình ảnh hoạt hình cut-out của một phần bàn tay bằng giấy của một người nghiện heroin cho bộ phim The Man with the Golden Arm của Preminger, phần credit nhảy lên xuống trên nền cảnh mà sau cùng biển đổi trở thành một cú máy góc cao (high-angle) của một tòa nhà chọc trời trong bộ phim North by Northwest của Hitchcock, và các đoạn chữ rời rạc chạy đan xen vào nhau và chạy ra ngoài trong Psycho.
Bass đã thiết kế một vài trong số những logo mang tính biểu tượng nhất cho các công ty ở Bắc Mỹ, bao gồm logo cho Bell System trong năm 1969, cũng như logo hình quả địa cầu của AT&T trong năm 1983, sau sự chia tay khỏi Bell System. Ông cũng thiết kế logo dòng tia năm 1968 của Continental Airlines và logo hoa tulip năm 1974 của United Airlines, những biểu tượng nằm trong số những logo được công nhận nhất mọi thời đại trong ngành công nghiệp hàng không. Ông qua đời vì bệnh u lympho không Hodgkin ở Los Angeles vào ngày 25 năm 1996 ở tuổi 75.

## Cuộc sống thuở nhỏ
Saul Bass sinh vào ngày 8 tháng 5 năm 1920 tại The Bronx, New York, Hoa Kỳ, trong một gia đình người Do Thái nhập cư từ vùng Đông Âu. Ông tốt nghiệp Trường trung học James Monroe ở Bronx và học bán thời gian tại Art Students League ở Manhattan cho đến khi tham dự các lớp học ban đêm với György Kepes ở Cao đẳng Brooklyn.
Ông đã bắt đầu thời gian của mình ở Hollywood trong những năm 1940, thiết kế quảng cáo in cho các bộ phim như Champion (1949), Death of a Salesman (1951) và The Moon Is Blue (1953), đạo diễn bởi Otto Preminger. Sự hợp tác tiếp theo của ông với Preminger là thiết kế một áp phích phim cho bộ phim Carmen Jones năm 1954 của ông. Preminger đã rất ấn tượng với tác phẩm của Bass, đến mức ông yêu cầu anh ta sản xuất thêm phân cảnh tiêu đề. Đó là khi Bass lần đầu tiên nhìn thấy cơ hội để tạo ra một phân cảnh tiêu đề, thứ sau cùng sẽ nâng cao trải nghiệm của khán giả và đóng góp vào tâm trạng và những chủ đề của bộ phim trong những thời điểm mở đầu. Bass là một trong những người đầu tiên nhận ra tiềm năng sáng tạo của các phần credit mở màn và kết thúc của một bộ phim.

## Các phân cảnh tiêu đề cho phim
Bass trở nên nổi tiếng trong ngành công nghiệp điện ảnh sau khi tạo nên phân cảnh tiêu đề cho bộ phim The Man with the Golden Arm (1955) của Otto Preminger. Chủ đề của bộ phim là cuộc đấu tranh của một nghệ sĩ nhạc jazz để vượt qua chững nghiện heroin của mình, một chủ đề cấm kỵ vào giữa những năm 1950. Bass quyết định tạo ra một phân cảnh tiêu đề sáng tạo để phù hợp với chủ đề gây tranh cãi của bộ phim. Ông đã chọn cánh tay như là hình ảnh trung tâm, khi nó là một hình ảnh mạnh mẽ liên quan đến chứng nghiện heroin. Phần tiêu đề đặc trưng với một hoạt cảnh cut-out, một phần của cánh tay màu trắng trên nền giấy đen của một người nghiện heroin. Như ông kỳ vọng, nó đã tạo ra một cảm xúc hiệu quả cho bộ phim.
Với Alfred Hitchcock, Bass đã mang tới những phân cảnh tiêu đề hiệu quả và đáng nhớ, phát minh ra một loại kinetic typography (một kỹ thuật hoạt hình tương tác với chữ) mới, cho North by Northwest (1959), Vertigo (1958), làm việc cùng John Whitney, và Psycho (1960). Đó là mảng tác phẩm tiên tiến mang tính cách mạng mà tạo cho Bass vị thế của một nhà thiết kế đồ họa được tôn kính. Trước khi có sự ra đời của các phân cảnh tiêu đề của Bass trong những năm 1950, các phần tiêu đề nói chung được đặt tĩnh, tách biệt với phim, và chúng thường được chiếu lên rèm cửa của rạp chiếu phim, các rèm cửa chỉ được kéo ra ngay trước cảnh đầu tiên của bộ phim. Năm 1960, Bass đã viết một bài báo cho tạp chí Graphis mang tiêu đề là "Tiêu đề phim - một lĩnh vực mới cho các nhà thiết kế đồ họa" ("Film Titles - a New Field for the Graphic Designer"), bài báo đã được tôn kính như là một cột mốc quan trọng cho "sự thánh hiến của phân cảnh credit phim như một đối tượng thiết kế." Là một trong những nhà thiết kế phần credit phim được học tập nhiều nhất, Bass được biết đến việc tích hợp một sự gắn kết phong cách giữa các thiết kế và những bộ phim mà chúng xuất hiện trong đó.
Bass từng mô tả mục tiêu chính của mình cho các phân cảnh tiêu đề là "cố gắng đạt được một cụm từ đơn giản, mang tính tượng hình, mà sẽ cho bạn biết những gì hình ảnh đang nói về và gợi lên bản chất của câu chuyện". Một triết lý khác mà Bass mô tả như là ảnh hưởng tới các phân cảnh tiêu đề của mình là mục tiêu làm cho khán giả nhìn thấy những phần quen thuộc trong thế giới của họ theo một cách không quen thuộc. Những ví dụ về điều này hoặc những gì ông mô tả như "tạo ra điều phi thường mang tính thông thường" có thể được nhìn thấy trong Walk on the Wild Side (1962), trong đó một con mèo bình thường sẽ trở thành một động vật ăn thịt rình mồi bí ẩn, và trong Nine Hours to Rama (1963), trong đó các hoạt động bên trong một chiếc đồng hồ trở thành một cảnh quan mới được mở rộng. Trong những năm 1950, Saul Bass sử dụng một loạt các kỹ thuật, từ hoạt hình cut-out cho Anatomy of a Murder (1958), tới những phim mini có hoạt cảnh hoàn toàn, chẳng hạn như phần đề bạt cho Vòng quanh thế giới trong 80 ngày (1956), và các phân cảnh người đóng (live-action).
Trong năm 1955, Elaine Makatura đến làm việc với Bass ở Los Angeles. Năm 1960, với phần mở đầu của Spartacus, bà đã tham gia đạo diễn và sản xuất phân cảnh tiêu đề, và vào năm 1961 cả hai đã tổ chức đám cưới, bắt đầu khoảng thời gian hơn 40 năm của sự hợp tác chặt chẽ. Sau khi sinh con cái của họ, Jennifer trong năm 1964 và Jeffrey năm 1967, họ tập trung vào gia đình của họ, công việc đạo diễn phim, và phân cảnh tiêu đề. Saul và Elaine thiết kế phân cảnh tiêu đề trong hơn 40 năm, liên tục thử nghiệm với một loạt các kỹ thuật sáng tạo và các hiệu ứng, từ sự vận dụng khéo léo phong cách Bunraku trong Spartacus (1960), trường đoạn người đóng trong Walk on the Wild Side (1962), tới kỹ thuật nhiếp ảnh time-lapse ở The Age of Innocence (1993), và thậm chí còn sử dụng gan xắt nhỏ trong Mr. Saturday Night (1992). Những phân cảnh tiêu đề mở đầu do người đóng của họ thường thể hiện như những phần lời nói đầu (prologue) cho phim, và chuyển tiếp một cách liền mạch vào cảnh mở đầu. Những phân đoạn tiêu đề "thời gian trước đó" hoặc nén lại, hoặc mở rộng thời gian với những kết quả đáng ngạc nhiên. Phân cảnh tiêu đề cho Grand Prix (1966) miêu tả những khoảnh khắc trước cuộc đua khai mạc ở Monte Carlo, phân cảnh tiêu đề cho The Big Country (1958) mô tả những ngày tháng của một cỗ xe ngựa hành trình đi tới một thị trấn xa xôi miền viễn Tây, và phân cảnh tiêu đề montage cho The Victors (1963) lược lại những biến cố lịch sử trong hai mươi bảy năm giữa Chiến tranh thế giới thứ nhất cho tới giữa Chiến tranh thế giới thứ hai, nơi bộ phim bắt đầu.
Từ giữa những năm 1960 cho tới cuối thập niên 80, Saul và Elaine dần rút khỏi công việc với những phần tiêu đề chính để tập trung vào sự nghiệp làm phim và chăm sóc những đứa con của họ. Nói về khoảng thời gian rút khỏi ngành thiết kế tiêu đề, Saul nói:
"Elaine và tôi cảm thấy chúng tôi ở đó để phục vụ cho bộ phim và tiếp cận nhiệm vụ với một tinh thần trách nhiệm. Chúng tôi đã thấy rất nhiều pháo hoa, và niềm vui, và trò chơi, và tôi cho rằng chúng tôi đã mất đi niềm hứng thú. Đồng thời, một số lượng đạo diễn ngày càng tăng hiện nay đã tìm cách tự mở đầu bộ phim của mình bằng những cách đầy tham vọng hơn là thuê ai đó khác để làm điều đó. Dù lý do là gì, kết quả là 'Fade Out.' Chúng tôi đã không lo lắng về nó: chúng tôi đã có quá nhiều dự án thú vị để nhận về. Tương tự như vậy, bởi vì chúng tôi vẫn còn yêu quá trình làm tiêu đề, chúng tôi cảm thấy hạnh phúc khi được đảm nhiệm công việc đó một lần nữa khi được hỏi. 'Fade In'..."
Trong những năm 1980, Saul và Elaine được tái phát hiện bởi James L. Brooks và Martin Scorsese, những người đã lớn lên trong niềm ngưỡng mộ các tác phẩm cho phim của họ. Với Scorsese, Saul và Elaine Bass đã tạo ra các phân cảnh tiêu đề cho Goodfellas (1990), Cape Fear (1991), The Age of Innocence (1993) và Casino (1995), phân cảnh tiêu đề cuối cùng của họ. Những tác phẩm sau này với Martin Scorsese cho thấy sự rời bỏ những kỹ thuật quang học mà cặp đôi nhà Bass là những người đi tiên phong, và chuyển sang việc sử dụng các hiệu ứng của máy vi tính. Các phân cảnh tiêu đề của cặp đôi nhà Bass đã kết hợp với những phương pháp sáng tạo và tiên tiến của quá trình sản xuất và những thiết kế đồ họa đáng ngạc nhiên.
Nhà biên kịch Nicholas Pileggi nói về Saul và Elaine Bass, "Bạn viết một cuốn sách khoảng 300 tới 400 trang và sau đó bạn rút gọn nó thành một kịch bản có lẽ khoảng 100 tới 150 trang. Cuối cùng, bạn có niềm vui được thấy rằng cặp đôi nhà Bass đã gõ cho bạn văng ra khỏi sân bóng chày. Họ đã rút gọn chúng xuống chỉ còn có bốn phút rõ ràng."
Ở một khía cạnh nào đó, tất cả các phân cảnh tiêu đề mở đầu mà giới thiệu tâm trạng hoặc chủ đề của một bộ phim có thể được coi như một di sản của công việc sáng tạo của nhà Bass. Đặc biệt, các phân cảnh tiêu đề đối với một số bộ phim và chương trình truyền hình gần đây, đặc biệt là những tác phẩm lấy bối cảnh trong những năm 1960, đã mô phỏng một cách có chủ đích phong cách đồ họa từ những phân cảnh hoạt hoạ của Saul Bass trong những năm 1950. Một số ví dụ của các phân cảnh tiêu đề tỏ lòng tôn kính tới các tác phẩm đồ hoạ và các phân cảnh tiêu đề hoạt hoạ của Bass là Catch Me If You Can (2002), X-Men: Thế hệ thứ nhất (2011), và đoạn mở đầu cho loạt chương trình truyền hình Mad Men của AMC.

## Các phân cảnh tiêu đề phim tiêu biểu
| - Carmen Jones (1954) - The Big Knife (1955) - The Man with the Golden Arm (1955) - The Racers (1955) - The Seven Year Itch (1955) - The Shrike (1955) - Vòng quanh thế giới trong 80 ngày (1956) - Storm Center (1956) - Attack (1956) - Edge of the City (1957) - Saint Joan (1957) - The Pride and the Passion (1957) - The Young Stranger (1957) - Bonjour Tristesse (1958) - Cowboy (1958) - Vertigo (1958) - The Big Country (1958) | - Anatomy of a Murder (1959) - North by Northwest (1959) - Psycho (1960) - Spartacus (1960) - The Facts of Life (1960) - Exodus (1960) - Ocean's 11 (1960) - Câu chuyện phía Tây (1961) - Something Wild (1961) - Advise & Consent (1962) - Walk on the Wild Side (1962) - The Victors (1963) - Nine Hours to Rama (1963) - It's a Mad, Mad, Mad, Mad World (1963) - The Cardinal (1963) - In Harm's Way (1965) - Bunny Lake Is Missing (1965) | - Grand Prix (1966) - Not with My Wife, You Don't! (1966) - Seconds (1966) - Such Good Friends (1971) - That's Entertainment, Part II (1976) - Broadcast News (1987) - Big (1988) - The War of the Roses (1989) - Goodfellas (1990) - Cape Fear (1991) - Doc Hollywood (1991) - Mr. Saturday Night (1992) - The Age of Innocence (1993) - Higher Learning (1995) - Casino (1995) |

## Logo và các mẫu thiết kế khác
Bass đã chịu trách nhiệm cho một số logo được nhớ tới nhiều nhất và mang tính biểu tượng nhất ở Bắc Mỹ, bao gồm cả logo cho Bell System (1969) và kế vị là quả cầu của AT&T (1983). Các thiết kế nổi tiếng khác là cho Continental Airlines (1968), Dixie (1969) và United Airlines (1974). Sau đó, ông cũng sản xuất các biểu tượng cho một số công ty của Nhật Bản.
Các logo tiêu biểu được thiết kế bởi Saul Bass và thời gian tương ứng của chúng (lưu ý rằng các đường dẫn thể hiện điểm dẫn tới bài viết về bản thân nhãn hiệu đó, và không nhất thiết nói tới các biểu tượng):
- Alcoa (1963)
- AT&T Corporation (1969 and 1983)
- Avery International (1975)
- Boys & Girls Clubs of America (1978)
- Celanese (1965)
- Continental Airlines (1968)[16]
- Dixie (1969)
- Frontier Airlines (1978)
- Fuller Paints (1962)
- Geffen Records (1980)
- General Foods (1984)
- Hội Nữ Hướng đạo Mỹ (1978)
- Japan Energy Corporation (1993)
- J. Paul Getty Trust (1993)
- Kibun Foods (1984)

| - Kose Cosmetics (1991) - Lawry's Foods (1959) - Minami Sports (1991) - Minolta (1978) - NCR Corporation (1996) - Quaker Oats (1969) - Rockwell International (1968) - Security Pacific Bank (1966) - United Airlines (1974) - United Way (1972) - Tem bưu chính Mỹ, "Science and Industry" (1983) - Warner Communications (1974) - Wienerschnitzel (1978) - Wesson Oil (1964) - YWCA (1988) |

Một phân tích của một mẫu logo cho công ty của Bass trong năm 2011 cho thấy chúng có thời gian tồn tại bền bỉ phi thường. Nguyên nhân của sự kết thúc cho mỗi logo cho công ty của Bass (trong sự lựa chọn được phân tích) là do sự sụp đổ hoặc hợp nhất của công ty đó, chứ không phải là một quá trình thiết kế lại biểu tượng công ty. Trung bình, tuổi thọ của một biểu tượng của Bass là hơn 34 năm.

## Áp phích phim

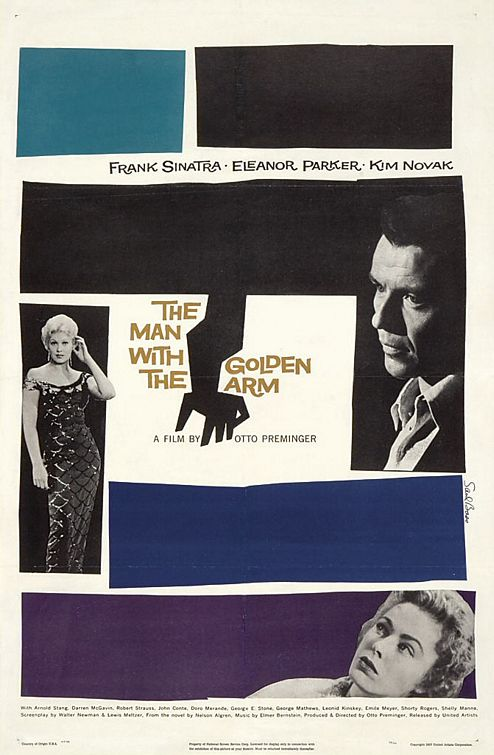
Áp phích cho The Man with the Golden Arm được thiết kế bởi Bass

Saul Bass đã thiết kế những áp phích phim tiêu biểu đã làm biến đổi những cách nhìn về quảng cáo cho phim. Trước khi xuất hiện áp phích mang ý nghĩa khởi phát của Bass cho The Man with the Golden Arm (1955), áp phích phim được thống trị bởi các mô tả của cảnh quan trọng hoặc các nhân vật trong phim, thường cả hai được đặt cạnh với nhau. Áp phích của Bass, tuy nhiên, thường phát triển thành những thiết kế đơn giản, tượng trưng mà truyền thông một cách trực quan các yếu tố quan trọng thiết yếu của bộ phim. Ví dụ, áp phích của ông cho The Man with the Golden Arm, với một cánh tay lởm chởm và typography xô lệch, rõ ràng truyền thông điệp về cuộc đấu tranh nhân vật chính với chứng nghiện heroin. Áp phích mang tính biểu tượng của Bass cho Vertigo (1958), với hình tương một người được cách điệu bị hút vào hạt nhân của một xoắn ốc xoáy, nắm bắt được trọng tâm về sự lo lắng và mất phương hướng của bộ phim. Áp phích của ông cho Anatomy of a Murder (1959) với hình bóng của một xác chết ghê gớm, chia cắt thành bảy mảnh, tạo ra một sự chơi chữ trên tiêu đề phim và sự mơ hồ về đạo đức trong đó vở chính kịch trong phòng xử án này được nhấn chìm.
Ông đã tạo ra một số áp phích được biết đến nhiều nhất cho phim của Otto Preminger, Alfred Hitchcock, Billy Wilder, và Stanley Kubrick trong số những người khác. Áp phích phim được đặt hàng cuối cùng của ông được tạo ra cho Bản danh sách của Schindler (1993) của Steven Spielberg, nhưng nó đã không bao giờ được phân phối. Công việc thiết kế áp phích của ông kéo dài năm thập kỷ và lấy cảm hứng từ nhiều poster và nhà thiết kế đồ họa khác. Áp phích phim của Bass luôn đặc trưng bởi một kiểu chữ đặc biệt và phong cách tối giản.
Các áp phích tiêu biểu được thiết kế bởi Saul Bass, và thời gian tương ứng:

### Thập niên 1950
- Carmen Jones (1954)

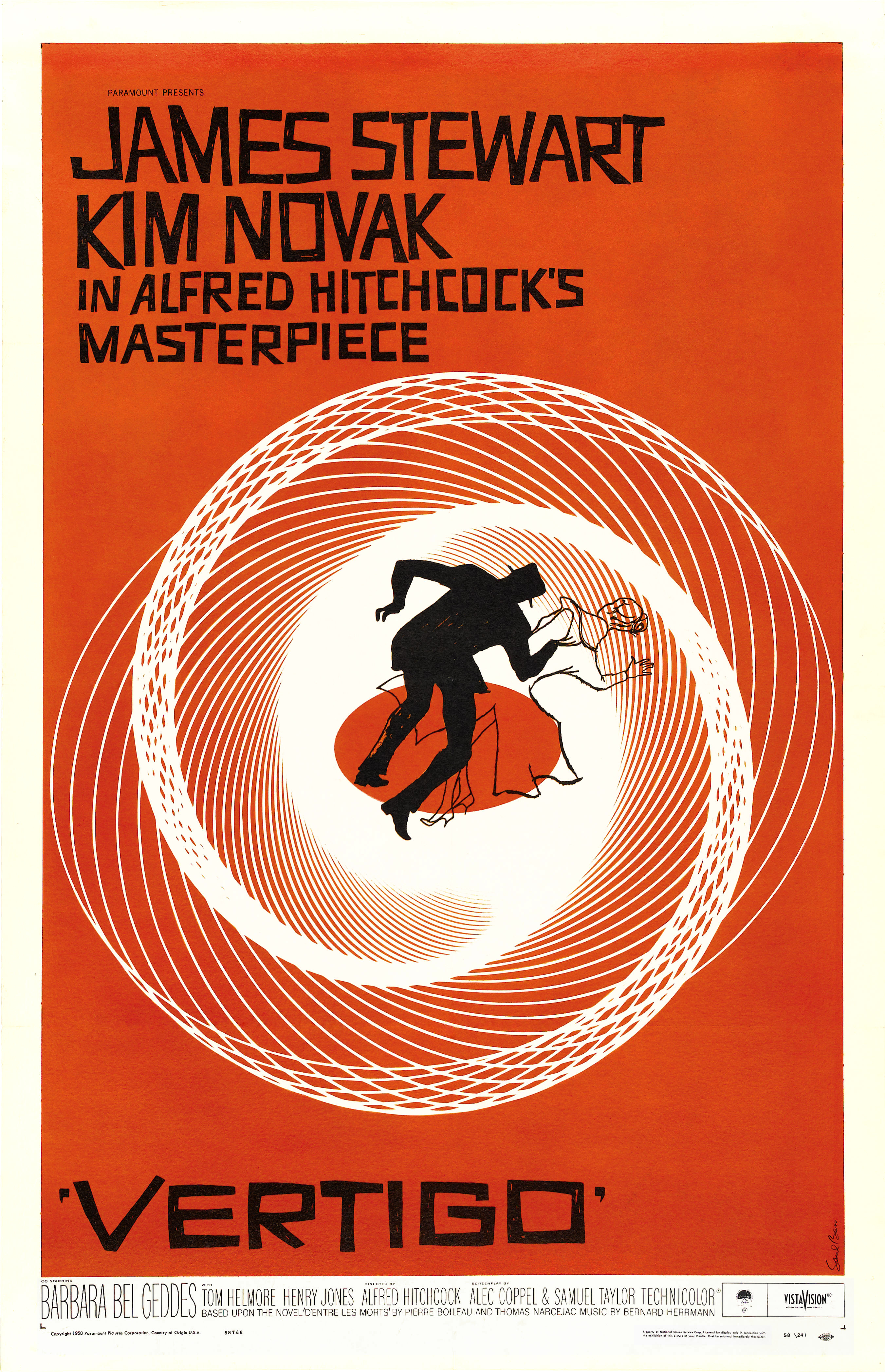
Áp phích phim Vertigo được thiết kế bởi Bass

- The Man with the Golden Arm (1955)
- Edge of the City (1956)
- Storm Center (1956)
- Love in the Afternoon (1957)
- Saint Joan (1957)
- Bonjour tristesse (1958)
- The Big Country (1958) (áp phích phụ)
- Vertigo (năm 1958)
- Anatomy of a Murder (1959)

### Thập niên 1960
- Exodus (1960)

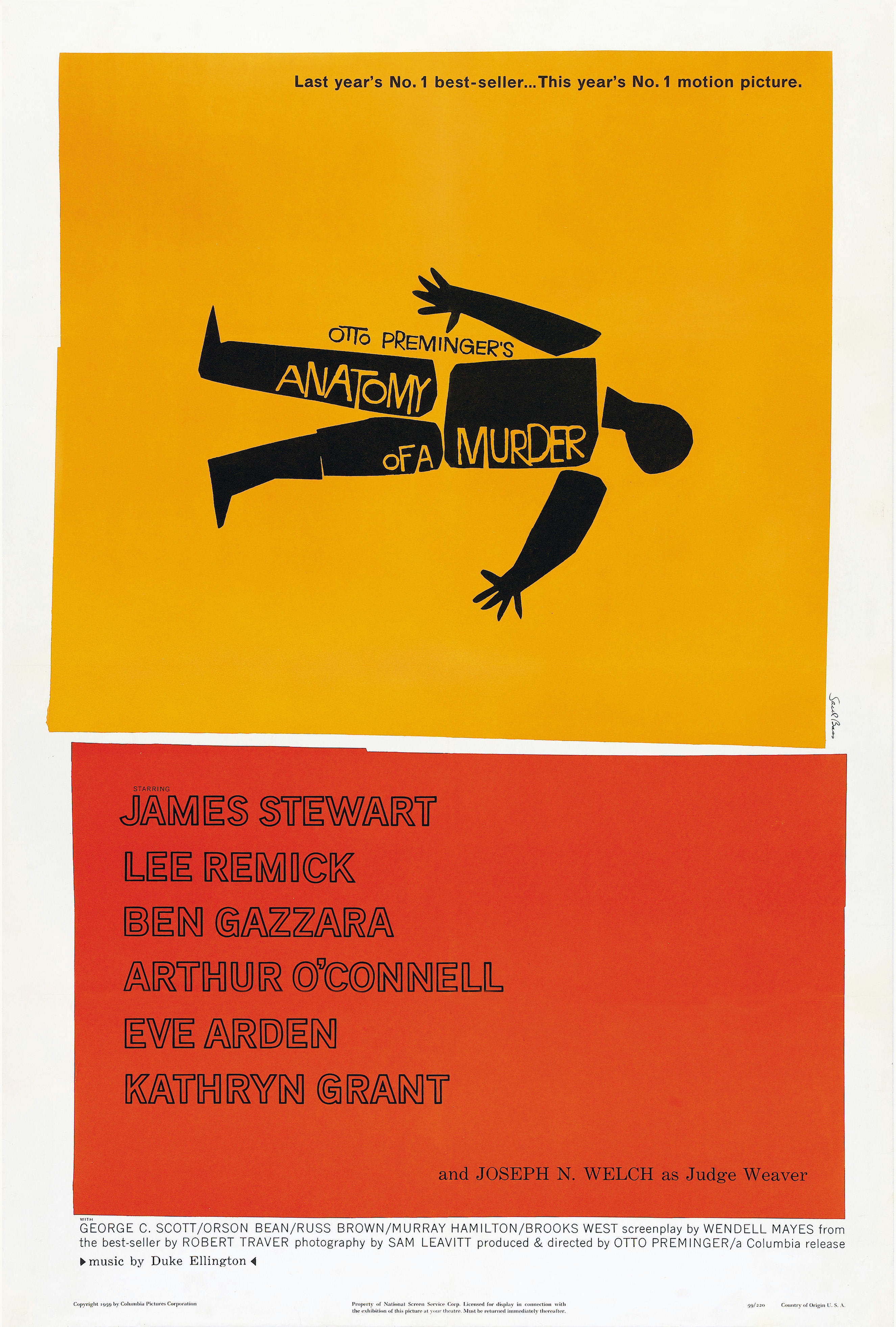
Áp phích phim Anatomy of a Murder được thiết kế bởi Bass

- The Magnificent Seven (1960) (thiết kế không sử dụng)
- One, Two, Three (1961)
- Advise & Consent (1962)
- It's a Mad, Mad, Mad, Mad World (1963)
- The Cardinal (1963)
- In Harm's Way (1964)
- Bunny Lake Is Missing (1965)
- The Firemen's Ball (1967)
- The Two of Us (1967)
- Why Man Creates (1968)
- Very Happy Alexander (1969)

### Thập niên 1970
- Such Good Friends (1971)
- Rosebud (1975)
- Brothers (1977)
- Notes on the Popular Arts (1977)
- Bass on Titles (1978)
- The Human Factor (1979)

### Thập niên 1980 và 1990
- The Shining (1980)
- The Solar Film (1980)
- Return from the River Kwai  (1989)
- Bản danh sách của Schindler (1993) (áp phích bị từ chối)

Ông đã nhận được một tác phẩm tưởng niệm châm biếm một cách không có chủ đích trong năm 1995, khi bộ phim Clockers của Spike Lee được quảng cáo bằng một tấm áp phích rất giống với tác phẩm năm 1959 của Bass cho phim Anatomy of a Murder. của Preminger. Nhà thiết kế Art Sims tuyên bố rằng nó được thực hiện như một sự kính trọng, nhưng Bass coi nó là hành vi lấy cắp. Nhiều áp phích phim đã được coi là những tác phẩm để bày tỏ lòng kính trọng tới những áp phích của Saul Bass. Một số ví dụ gần đây bao gồm áp phích phát hành tại rạp cho Burn After Reading (2008) kết hợp typography và phong cách tối giản mang tính tượng trưng của Bass, và một tấm áp phích cho Precious (2009) trong đó bao gồm các yếu tố từ một số áp phích của Bass, bao gồm cả Anatomy of a Murder. Bìa đĩa cho đĩa đơn của The White Stripes, The Hardest Button to Button được lấy cảm hứng rõ ràng từ áp phích của Bass cho The Man with the Golden Arm.
Các thiết kế của nghệ sĩ vẽ truyện tranh J. H. Williams III cho cuốn truyện "Những chiếc Găng tay Đen" về Batman cũng bày tỏ sự kính trọng tới các thiết kế của Bass.
Ngoài áp phích phim, Bass thiết kế rất nhiều áp phích cho các liên hoan phim, và nhiều tạp chí, cuốn sách, và bìa album. Ông cũng thiết kế năm áp phích cho Lễ trao giải của Giải Oscar và Giải Oscar Sinh viên cho Viện Hàn lâm Khoa học và Nghệ thuật Điện ảnh. Năm 1962, ông vẽ minh họa cho cuốn sách dành cho trẻ em duy nhất của mình, Henri's Walk to Paris, được viết bởi Lenore Klein.

## Nhà làm phim
Trong những năm 1960, Bass đã được yêu cầu bởi các đạo diễn và nhà sản xuất để sản xuất không chỉ các phân cảnh tiêu đề cho bộ phim của họ mà còn hình dung và vẽ storyboard cho các cảnh quan trọng và các trường đoạn bên trong chúng. Bass được ghi danh một cách bất thường ở vị trí của người "tư vấn thị giác" (visual consultant) hoặc "tư vấn hình ảnh" (pictorial consultant) trong năm bộ phim. Với Spartacus (1960), Bass trong vai trò "tư vấn thị giác" đã thiết kế các yếu tố quan trọng của tầng lớp những võ sĩ giác đấu và vẽ storyboard trận chiến cuối cùng giữa các nô lệ và quân độ Đế chế La Mã. John Frankenheimer, đạo diễn của Grand Prix (1966), được Bass vẽ storyboard, đạo diễn và chỉnh sửa tất cả trừ một vài chỗ trong các trường đoạn cuộc đua cho bộ phim của mình. Với Câu chuyện phía Tây (1961), Bass phụ trách quay phần mở đầu, vẽ storyboard cảnh khiêu vũ mở màn, và tạo ra phân cảnh tiêu đề kết thúc.
Bass được ghi danh ở vai trò như "tư vấn hình ảnh" cho Alfred Hitchcock trong Psycho (1960); tuy nhiên, điều đó đã gây ra một số tranh cãi và tranh luận. Bass tuyên bố rằng ông đã tham gia vào công việc đạo diễn cảnh nổi bật của Psycho, trường đoạn giết người trong bồn tắm được chỉnh sửa chặt chẽ, mặc dù một số người có mặt tại thời điểm này (bao gồm ngôi sao Janet Leigh) tranh chấp tuyên bố này.
Nghiên cứu của một số học giả điện ảnh về quá trình sản xuất của Hitchcock cho Psycho xác nhận tuyên bố cho rằng Bass trong khả năng của mình như một nghệ sĩ đồ họa đã thực sự có một ảnh hưởng đáng kể trên những hình ảnh thiết kế và nhịp độ của cảnh quay nổi tiếng đó. Hitchcock đã yêu cầu Bass thiết kế và sản xuất kịch bản cho cảnh vụ giết người trong bồn tắm và một số cảnh khác trong phim. Vì điều này, Bass nhận được một ghi danh ở vị trí Tư vấn Hình ảnh cũng như Thiết kế Tiêu đề (Title Designer). Janet Leigh nói với Donald Spoto rằng "quá trình lên kế hoạch của cảnh bồn tắm đã được để lại cho Saul Bass, và Hitchcock đã dựa theo storyboard của ông ta (Bass) một cách chính xác. Bởi vì điều này... [quá trình quay] đã diễn ra một cách rất chuyên nghiệp," và cô ấy nói với Stephen Rebello rằng "Ông Hitchcock cho tôi thấy storyboard của Saul Bass một cách khá tự hào, nói với tôi chính xác từng chi tiết cách mà ông định quay cảnh này theo các kế hoạch của Saul".
Bill Krohn ghi chú rằng 48 bảng storyboard của Bass cho cảnh này giới thiệu tất cả những khía cạnh chủ chốt của cảnh giết người trong buồng tắm chung cuộc – đáng chú ý nhất là, một thực tế là kẻ tấn công xuất hiện như một cái bóng, chuyển sang cảnh cận cảnh (close-up) của một con dao đang chém xuống, rèm tắm rách xuống, cảnh quay đỉnh bồn tắm từ dưới lên, cánh tay dang ra tuyệt vọng của Marion, và cảnh quay nổi tiếng của sự chuyển đổi từ lỗ cống của bồn tắm tới con mắt đã chết của Marion Crane. Krohn ghi chú rằng cảnh chuyển tiếp cuối cùng này gợi nhớ sâu sắc tới phân cảnh tiêu đề với xoáy ốc giống hoa diên vĩ (iris) của Bass cho Vertigo. Krohn cũng kết luận rằng Bass không thực sự đạo diễn cảnh trong bồn tắm, điều chứng minh sự hiện diện của Hitchcock trong suốt quá trình quay cảnh đó.
Bass đã giới thiệu ý tưởng sử dụng một cảnh dựng montage của những pha chuyển cảnh nhanh và ép vào cách khung hình chặt chẽ để tạo ra một vụ giết người bạo lực và đẫm máu như một cảnh ấn tượng và gần như không đổ máu. Hitchcock cảm thấy không chắc chắn về quan niệm của Bass về cảnh này, lo sợ rằng các khán giả không thể chấp nhận một trường đoạn cách điệu và được cắt nhanh chóng. Trong một cuộc phỏng vấn với nhà nghiên cứu lịch sử điện ảnh Pat Kirkham, Bass nhắc lại, "Thiết kế và vẽ storyboarded trường đoạn trong bồn tắm xong, tôi cho Hitch xem. Ông ấy đã lo lắng về nó. Nó đã rất không-theo-chủ-nghĩa-Hitchcock (non-Hitchcockian) trong nhân vật. Ông ấy chưa bao giờ dùng kỹ thuật cắt cảnh nhanh, ông ấy yêu các cảnh quay dài (long shot)".
Để thuyết phục Hitchcock rằng cảnh sẽ có hiệu quả như đã bàn, tám ngày trước khi tiến hành quay cảnh trong bồn tắm chung cuộc, Bass sử dụng một máy quay phim thời sự và diễn viên đóng thế stand-in của Janet Leigh là Marli Renfro để quay footage cho cảnh quay để lên kế hoạch chi tiết hơn cho các quay quay. Làm việc với biên tập George Tomasini của Hitchcock, ông chỉnh sửa các footage này dựa theo các storyboard để cho Hitchcock thấy cách mà cảnh này sẽ diễn ra. Cuối cùng, Hitchcock đã chấp thuận đề nghị của ông nhưng, theo Kirkham, bổ sung hai cảnh quay thêm: một cảnh phun máu trên ngực của Marion Crane/Janet Leigh như cô ngã trượt xuống nền gạch, và một cảnh cận của bụng cô gái bị đâm.
Trong năm 1964, Saul đạo diễn một phim ngắn mang tên The Searching Eye, công chiếu trong Triển lãm thế giới New York năm 1964, đồng sản xuất với Sy Wexler. Ông cũng đạo diễn một phim tài liệu mang tên Why Man Creates, đoạt Giải Oscar cho phim tài liệu ngắn hay nhất năm 1968. Một phiên bản tóm tắt của phim đó được phát sóng trong tập đầu tiên của tạp chí tin tức trên truyền hình 60 phút. Trong năm 2002, bộ phim này được chọn để bảo quản tại Hoa Kỳ Viện Lưu trữ Phim quốc gia của Thư viện Quốc hội Hoa Kỳ với việc thể hiện "sự có ý nghĩa về văn hóa, lịch sử, hay thẩm mỹ". Saul, phối hợp với vợ mình là Elaine, đạo diễn một số phim ngắn, hai trong số đó đã được đề cử cho Giải Oscar; Notes on the Popular Arts vào năm 1977, và The Solar Film, trong năm 1979, với bộ phim sau có Robert Redford là giám đốc sản xuất.
Vào năm 1974, Saul Bass thực hiện bộ phim dài duy nhất của mình ở vị trí đạo diễn, bộ phim khoa học viễn tưởng có hình ảnh lộng lẫy mặc dù ít được biết đến Phase IV, một "kiệt tác khoa học viễn tưởng tĩnh lặng, ám ảnh, xinh đẹp [...] và phần lớn bị bỏ qua".
Các hình ảnh chuyển động bộ sưu tập của Saul Bass được tổ chức tại Kho lưu trữ phim Viện hàn lâm Hoa Kỳ (Academy Film Archive) và bao gồm 2.700 mục. Các tài liệu phim ở Kho lưu trữ phim Viện hàn lâm Hoa Kỳ được bổ sung theo tài liệu trong các giấy tờ của Saul Bass tại Thư viện Margaret Herrick của Viện hàn lâm Hoa Kỳ.

## Trích dẫn và di sản
"Những suy nghĩ ban đầu của tôi về những gì một tiêu đề có thể làm là để thiết lập tâm trạng và cốt lõi chính một cách cơ bản cho câu chuyện của bộ phim, để bày tỏ câu chuyện theo một vài cách ẩn dụ. Tôi thấy tiêu đề như một cách thay đổi không khí cho khán giả, do đó khi bộ phim thực sự bắt đầu, người xem sẽ đã có sự cộng hưởng cảm xúc với nó."
"Thiết kế là việc quá trình suy nghĩ tạo thành hiện thực."
"Không có gì quyến rũ trong những gì tôi làm. Tôi là một con người của công việc. Có lẽ tôi may mắn hơn hầu hết mọi người ở chỗ tôi nhận được sự hài lòng đáng kể từ việc làm ra những tác phẩm hữu ích mà tôi, và đôi khi những người khác nghĩ là nó tốt."
"Tượng trưng và tóm tắt."
Vào ngày 8 tháng 5 năm 2013, sinh nhật 93 tuổi của Bass được chào mừng bởi một Google Doodle, trong đó có giai điệu "Unsquare Dance" của Dave Brubeck.